# 出水ツル渡来地
出水ツル渡来地（いずみツルとらいち）は、鹿児島県北西部出水平野の水田地帯にあり、毎年10月中旬頃から翌3月頃にかけて約1万羽のツルが越冬する地区である。1952年に出水市内の245.3haが「鹿児島県のツルおよびその渡来地」として国の特別天然記念物に指定され、2021年にはラムサール条約指定湿地に登録された。

## 概要

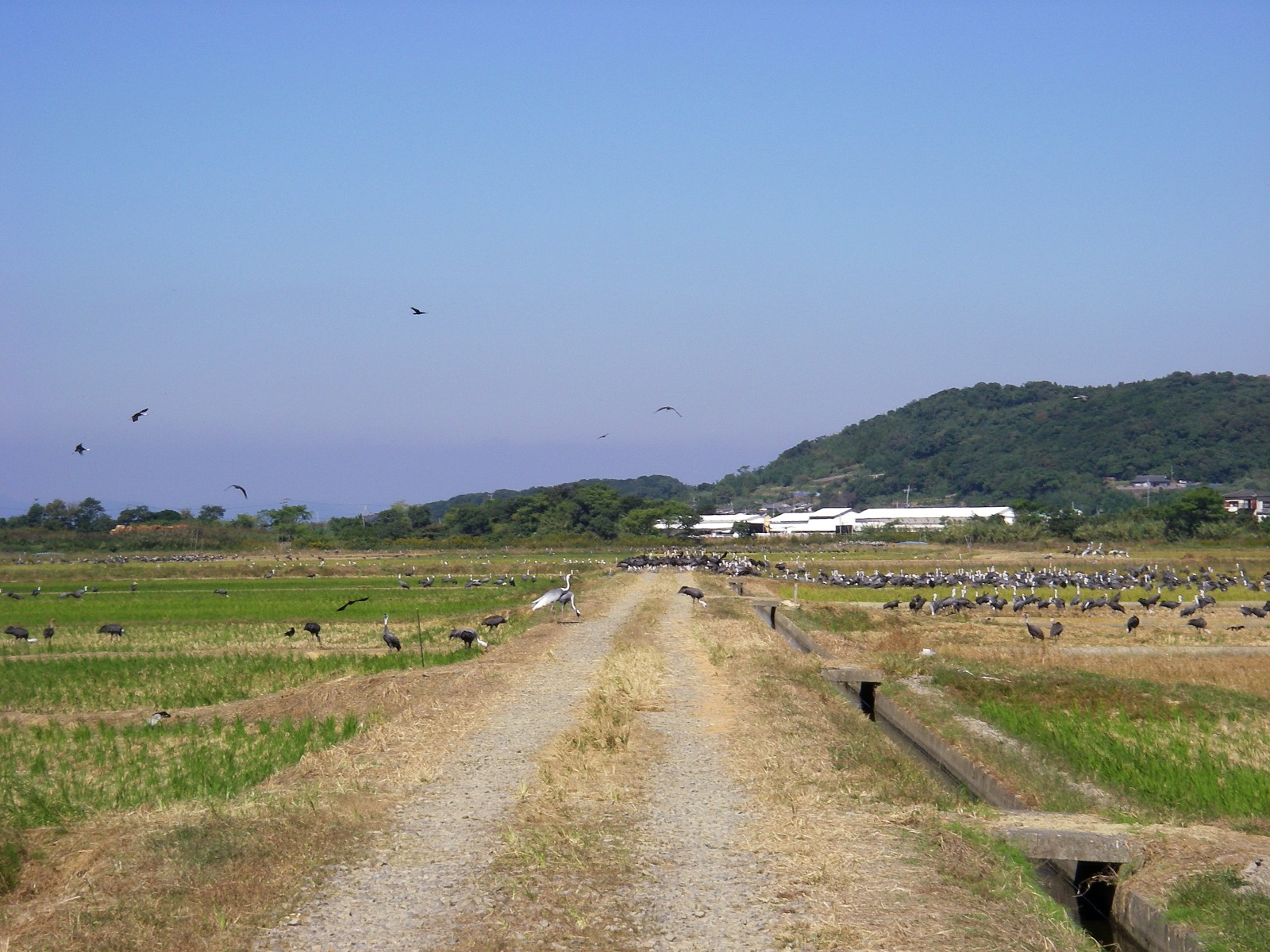
ツル飛来の様子

毎年10月中旬から11月中旬にかけて、北または北西の風に乗ってツルが渡来し、翌3月ごろまで出水平野で越冬する。
おおむね1万羽のナベヅルとおおむね3千羽のマナヅルの他、クロヅル、アネハヅル、カナダヅル、ソデグロヅルも少数ではあるが渡来する。他にはホシハジロも見られる。ツルたちは、稲刈りの終わった水田や休耕田に生えるイネの二番穂、カヤツリグサ科の雑草、セトガヤ、マツバイ、クログワイ、ジャガイモ、カエル、カタツムリ、タニシ、バッタなどを食べながら冬を越す。
ツルによる農作物の食害対策も兼ねて、人為的な給餌も行われており、ツルが滞在する11月から翌3月までは約75トンの小麦をはじめ籾、玄米、大豆などが与えられる。また、ツルがタヌキやイタチに襲われることがないよう、浅く水を張った湿地がねぐらとして用意されるなど、手厚く保護される。他方で周辺の農家は、作物を栽培中の農地に防鳥糸、赤銀テープ、杭、防護ネット等を設置して、農作物の保護を行うなどし、地域を挙げてツルとの共生に努めている。
ツルが北へ帰る直前には、約8トンのイワシが与えられる。出水で冬を越したツルたちは、例年2月上旬から3月下旬にかけての晴天の日に、西または北西風によって発生する上昇気流に乗って、円を描くように上昇し北へと飛び去っていく。
出水平野に飛来するツルの繁殖地は、ナベヅルがバイカル湖からアムール川中流域にかけての湿地帯、マナヅルがアムール川中流域から上流域にかけての湿地帯である。越冬地は出水平野のほか、山口県周南市の八代盆地や韓国の大邱、高霊郡および軍事境界線の湿地帯、中国の長江流域などがあり、その年の気象条件などによって越冬場所を変えるツルも多いことから、出水平野に渡来するツルの数には増減がある。

## 歴史

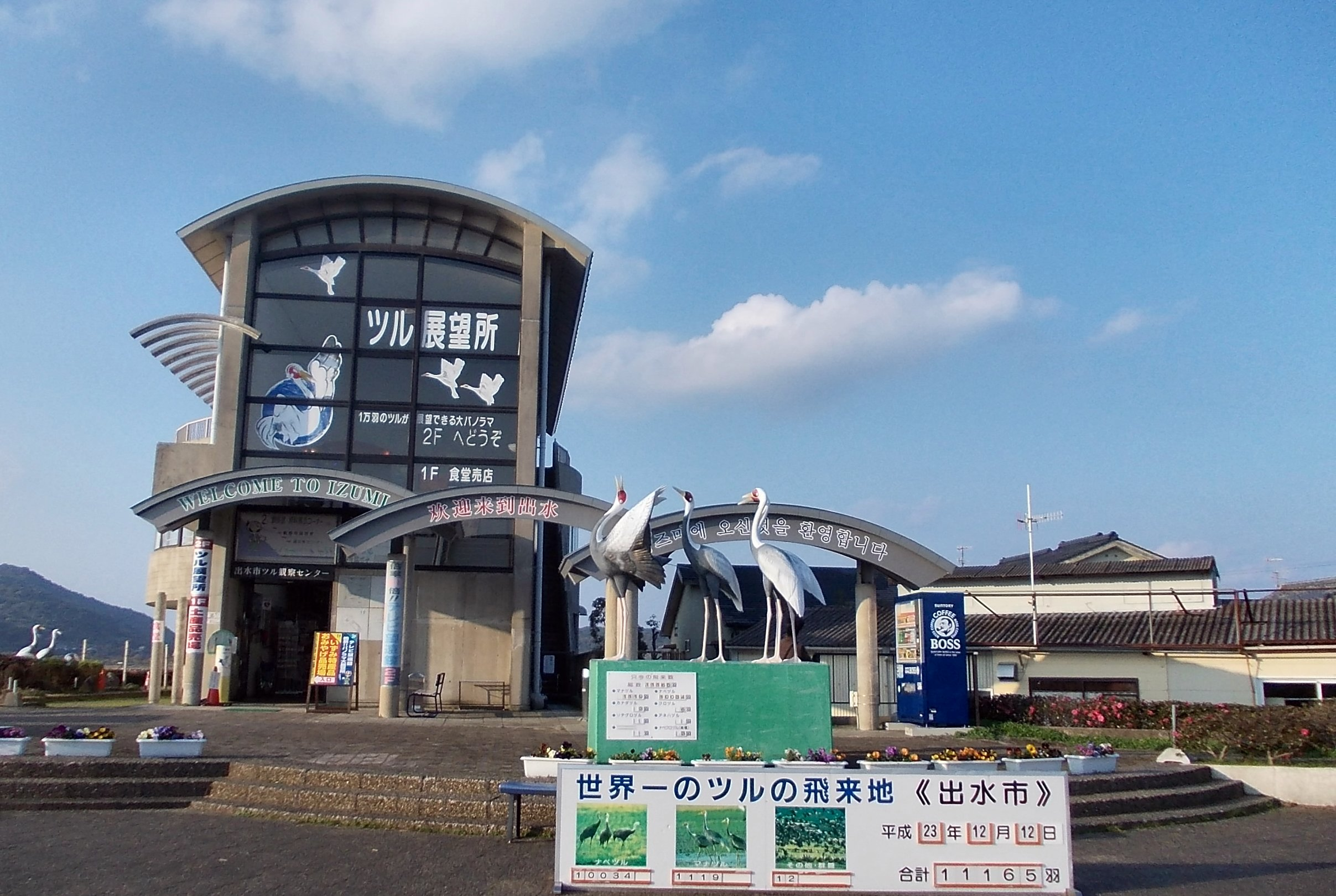
ツル展望所

もともとツルは、日本各地の湿地や水田地帯に渡来して越冬しており、江戸時代の薩摩藩領内でも多くの場所でツルが観察されていた。出水平野でツルが観察された最初の記録は1694年（元禄7年）のものであり、当時造成されつつあった海岸沿いの干拓地で発見されている。江戸幕府がツルの保護を呼びかけていたことから、薩摩藩も領民にツルの保護を命じ、以降もツルが渡来するようになった。
明治維新によってツルを保護する拠り所がなくなると、一転して狩猟の対象とされるようになり、明治中期には乱獲によってついには1羽も渡来しなくなった。1895年に狩猟法が制定され保護されるようになってから再び渡来するようになり、大正から昭和初期にはツルを見物するための鶴見馬車が運行されたり見物所（鶴見亭）がつくられるなど、出水平野の名物として定着していった。1923年に開通した鹿児島本線は、当初は出水平野中央部を通り抜ける計画であったが、鳥類学者の内田清之助が鉄道省にツルの保護を訴え、渡来地周辺を迂回するルートに変更させている。
渡来するツルの数は1919年の調査で150-160羽、1927年には275羽、1939年には3908羽と増加していったが、第二次世界大戦中に越冬地周辺に設置された海軍飛行場（出水海軍航空隊）の影響や、保護活動の縮小などにより1947年には275羽まで減少した。
戦後、1952年3月29日に「鹿児島県のツルおよびその渡来地」として、特別天然記念物に指定された。1955年、当時の防衛庁（後の防衛省）が旧海軍飛行場の再利用を計画したが、市民の反対運動にあって断念している。1962年に「鹿児島県ツル保護会」が結成され、翌1963年には渡来数が千羽を越えた。1976年に軍事境界線での米韓合同軍事演習が始まってから渡来数が急増し、1992年には1万羽を越えるまでになった。また、1987年11月1日には、周辺の旧高尾野町とともに、国指定出水・高尾野鳥獣保護区（集団渡来地）に指定された（全体で、面積842ha、うち特別保護地区54ha）。
1987年からは、「出水ツルマラソン大会」が開催されるようになった。1989年11月1日には「ツル観察センター」が、1995年（平成7年）4月21日には「ツル博物館クレインパークいずみ」がそれぞれ開館し、啓蒙活動や観光、研究の拠点として利用されるようになった。
2021年11月18日には「出水ツルの越冬地」として、日本国内53番目のラムサール条約湿地に登録された。
一方で、他のツル越冬地の減少もともなって、出水平野へのツルの集中が進んでいる。世界に生息するナベヅルの9割、マナヅルの5割が毎冬出水に飛来すると言われ、鳥インフルエンザなどの感染症まん延による大量死のリスクが指摘されており、2001年からは、山口県周南市の八代盆地などの西日本各地へ、越冬地を分散させるための取り組みが進められている。人が鳥インフルエンザに感染することは通常ないものの、出水市は日本有数の養鶏業地帯であるため、鳥インフルエンザ流行はツルへの被害のみならず、地域産業への大きな打撃ともなりうる。そのため近年は、飛来地付近における消毒のポイントの設置や、観光客の入域制限や通行ルート指定をはじめとする防疫対策にも重点が置かれている。
2023年6月22日には、出水市と韓国の国立野生動物疾病管理院とのあいだで協定が締結された。両国を行き来するナベヅルなどの野鳥を共同で監視し、越冬数や鳥インフルエンザの感染状況を共有することで、早期対応を目指している。